# ルハーンシク (コルベット)
U203 「ルハーンシク」（ウクライナ語: U203 «Луга́нськ» ）は、ソビエト連邦（以下、ソ連）で設計されたウクライナ海軍の水中翼船型対潜コルベットである。ウクライナ海軍での正式分類は、コルベット（ корвет ）である。艦名は、ウクライナ東部の都市ルハーンシクに因んだもの。
なお、同型艦の U201 「リヴィウ」と名称が逆になっている場合がある。ここでは、工場番号 503 号艦を「ルハーンシク」、工場番号 504 号艦を「リヴィウ」として解説する。

## 概要
「ルハーンシク」は、元はソビエト連邦海軍（以下、ソ連海軍）向けに建造された　11451 「ソーコル-2」設計小型対潜艦の 3 番艦、 MPK-231 （ロシア語: МПК-231 ）であった。「MPK」は「小型対潜艦」（ малый противолодочный корабль ）の略号なので、「第 231 号小型対潜艦」といった意味になる。
MPK-231 は、1989年に、ウクライナ・ソビエト社会主義共和国・フェオドーシヤのフェオドーシヤ造船会社「モーレ」にて起工した。工場番号は、 503 とされた。
ソビエト連邦の崩壊後はロシア連邦政府によって建造が続けられたが、1994年7月28日付けで財源の枯渇を理由に建造は停止された。この時点で、艦はほとんど完成していた。同年11月21日付けでロシア連邦海軍を退役し、ウクライナ政府へ引き渡された。ウクライナ海軍へ編入され、艦名を U203 「ルハーンシク」と改められた。ウクライナ海軍は、「ルハーンシク」の乗員を編成した。
しかし、それ以降、艦は船台の上で保管され続けている。完成度は 98 % と、未完成のまま保管されているウクライナ艦船の中でも特に高い。同型艦を保有するロシア連邦政府に払い下げられる可能性や、ハリウッドに売却される可能性が取り沙汰されていたこともあった。また、「モーレ」は事実上余剰と化した「ルハーンシク」と「リヴィウ」を小型ミサイル艦に改装し外国へ売却する「ファルコン-500」計画を作成したが、水中翼艦艇購入を検討していたクウェートとアラブ首長国連邦が1993年から1994年のあいだに視察に訪れた際、別の水中翼艦 PSKR-105 が資材不足が原因で水中翼航行を披露できなかったことがイメージダウンを招き、交渉はまとまらず売却は実現しなかった。
2002年には、 L・D・クチマ大統領が「テルノーピリ」、「ザポリージャ」と並んで「ルハーンシク」の完成工事を指示しており、2003年2月6日にはウクライナ軍参謀本部長 O・I・ザティナイコ大将も「ルハーンシク」と「リヴィウ」の完成について言及しているが、結局完成していない。「ルハーンシク」と「リヴィウ」は改装もされないまま保管され続けており、今後の予定は未定である。

## 舷側番号
その就役期間において、艦には以下のような舷側番号が記された。
 ウクライナ海軍
- 1994年以降 - U203[4][5]